# 오세빈
오세빈(吳世彬, 1952년 ~ )은 대한민국의 법조인이다. 대전고등법원장과 서울고등법원장 등을 역임하고 독일 괴팅겐대에서 경쟁법을 연구하여 법원 내부의 기업법 커뮤니티를 이끌었다. 본관은 해주이며, 충청남도 홍성군 출신이다.

## 생애
오세빈은 대전고등학교, 서울대학교 법학과를 졸업하고 1973년 제15회 사법시험 합격하여 사법연수원 5기를 마치고 광주지방법원 판사에 임용되었다. 1975년 광주지방법원 판사 1982년 서울민사지방법원 판사를 거쳐 1998년 대전고등법원 수석 부장판사가 되었으며 1999년 서울고등법원 부장판사를 지냈다. 2005년에 대전지방법원장에 임명되면서 사법연수원 교수와 대청법학연구회 한국경쟁법학회 이사를 지내기도 했으며 2005년 11월 서울동부지방법원장 2006년 8월 대전고등법원장을 마치고 2008년 2월 서울고등법원장을 역임하면서 2008년부터 중앙선거관리위원회 위원에 임명되어 2009년까지 임기를 마쳤다. 중앙선거관리위원을 끝으로 공직에서 물러나 법무법인 동인 변호사를 하면서 2011년 3월부터 현대자동차 사외이사와 감사위원을 계속하고 있으며 2011년 4월에는 사학분쟁조정위원회 위원장, 2015년 6월에는 제3기 시민사법위원회 위원장에 임명되었다.
항소심 재판장으로 재직할 때 피고인이었던 서울 ㅇ고 전 교감 김모씨와 변호사 이모씨로부터 “핵심적인 증거의 조작 가능성이 높은 상황에서 검증없이 증거 능력을 인정해 공정한 재판을 받을 권리를 침해했다”며  10원을 배상하라는 소송을 당했지만 서울중앙지법은 "소송지휘권 불법행사 증거없다"는 이유로 원고패소 판결했다.
2007년 1월 진실과 화해를 위한 과거사 정리위원회가 공개한 긴급조치 위반 사건 재판에 오세빈을 포함시키자 "당시 3년 차에 불과해 판결에 영향을 줄 위치에 있지도 않았다"고 말했다.
2007년 10월 26일 작고한 자신의 부친(향년 86세)을 그리워하는 '사랑하는 아버지'라는 제목의 글을 법원 내부 통신망에 올려 "어릴 적 아버지는 나의 친구이자 과외선생이셨다"는 내용의 사부곡을 게시하였다.
대전고등법원장으로 재직할 때 "친절하고 능률적인 법원상을 구현함과 동시에 시민과 함께하는 법원의 이미지를 확고히 하기 위해 노력한 결과 전국의 국민만족도 조사에서 대전고등법원 관내 법원이 상위에 랭크될 수 있었습니다."고 했고 실제로 2007년에 대전고등법원 담장을 허물어 시민 공원으로 만들었다.
2009년 1월 28일 서울고등법원장을 끝으로 35년간의 법관 생활을 마치면서 서울고등법원 직원들에게 '판사의 그 시작과 끝'이라는 제목의 이메일을 보내면서 1975년 광주지방법원 초임판사 당시 "약하고 여린 마음에 장발 피의자들에게는 과료를 선고하고 사정이 딱한 형사범의 경우에는 영장을 기각해 지적을 받기도 했다"고 하면서 1972년 유신헌법체제 이후 "형사합의 재판을 하면서 긴급조치, 유신반대를 외치는 피고인들의 항의를 받으며 우리 모두 물러나자는 부장님의 말씀에 묵묵히 따르기로 마음먹은 적도 있다"며 "특히 집시법 위반으로 절친한 친구와 동생이 내 법정에 섰을 때 마음속 깊이 고민하며 괴로워했다"고 하면서 "법관 생활을 마무리하며 나 자신이 정직하고 정의로운 법관이었는지를 반성하겠다"고 했다.